# Хэпак, Билл
Уильям Дж. «Уайлд Билл» Хэпак (англ. William J. "Wild Bill" Hapac; 26 января 1918, Сисеро, штат Иллинойс, США — 9 марта 1967, Чикаго, штат Иллинойс, США) — американский профессиональный баскетболист, завершивший карьеру.

## Ранние годы
Билл Хэпак родился 26 января 1918 года в городе Сисеро, пригороде Чикаго, (штат Иллинойс), учился там же в средней школе имени Стерлинга Мортона, в которой играл за местную баскетбольную команду.

## Студенческая карьера
В 1940 году закончил Иллинойсский университет в Урбане-Шампейне, где в течение трёх лет играл за команду «Иллинойс Файтинг Иллини», в которой провёл успешную карьеру. При Хэпаке «Файтинг Иллини» ни разу не выигрывали ни регулярный чемпионат, ни турнир конференции Big Ten, а также ни разу не выходили в плей-офф студенческого чемпионата США. 10 февраля 1940 года он установил небывалый в то время рекорд конференции Big Ten в одной игре, забив 34 очка в матче против команды «Миннесота Голден Гоферс». В своём последнем сезоне в составе «Файтинг Иллини» Билл Хэпак стал не только лучшим снайпером команды, но и всей конференции, за что по его итогам был назван «спортсменом года» и включён в 1-ю всеамериканскую сборную NCAA, став первым игроком команды, удостоенным звания игрока года.

## Профессиональная карьера
Играл на позиции атакующего защитника и лёгкого форварда. В 1940 году Билл Хэпак заключил соглашение с командой «Чикаго Брюинз», выступавшей в Национальной баскетбольной лиге (НБЛ). Позже выступал за команды «Чикаго Американ Гиэрс» (НБЛ), «Андерсон Даффи Пэкерс» (НБЛ) и «Ошкош Олл-Старз» (НБЛ). Всего в НБЛ провёл 4 сезона. Хэпак один раз включался во 2-ю сборную всех звёзд НБЛ (1941). Всего за карьеру в НБЛ Билл сыграл 131 игру, в которых набрал 839 очков (в среднем 6,4 за игру). Помимо этого Хэпак в составе «Брюинз», «Гиэрс», «Пэкерс» и «Олл-Старз» четыре раза участвовал во Всемирном профессиональном баскетбольном турнире, став его бронзовым призёром в 1946 году.

## Смерть
Во время Второй мировой войны ему пришлось на четыре года прервать свои спортивные выступления (1941—1945). Билл Хэпак умер 9 марта 1967 года на 50-м году жизни в городе Чикаго (штат Иллинойс).